# نهنگ دندان‌کلفت
نهنگ دندان‌کلفت یا دلفین سیاه (به انگلیسی: false killer whale) (نام علمی: Pseudorca crassidens) از آب‌بازان و سومین بزرگ‌جثه‌ترین عضو خانواده دلفین‌های اقیانوسی است. این جانور در آب‌های معتدل و گرم جهان زندگی می‌کند. نهنگ دندان‌کلفت همانندی ظاهری با نهنگ قاتل دارد و به همین دلیل در زبان انگلیسی به نام نهنگ قاتل دروغین خوانده می‌شود. همانند نهنگ قاتل، نهنگ دندان‌کلفت به دیگر آب‌بازان حمله و آن‌ها را شکار می‌کند، با این حال این دو جانور رابطه نزدیکی با هم ندارند.
نهنگ‌های دندان‌کلفت موجود در حیات‌وحش زیر بررسی‌های دقیق قرار نگرفته‌اند و بیشتر اطلاعات دربارهٔ این گونه از موارد به دام افتاده به دست آمده است.
نهنگ دندان‌کلفت تنها عضو شناسایی‌شده سرده دندان‌کلفت‌ها است.
نهنگ دندان‌کلفت سیاه رنگ با گردن و حلقی خاکستری است. بدن لاغر و کشیده‌ای دارد و سری کشیده و رو به جلو با ۴۴ دندان در دهان. بالهٔ پشتی آن داس‌شکل است و باله‌های کناری کوچک و باریک‌اند. نهنگ دندان‌کلفت می‌تواند تا ۶ متر رشد کند.
در گذشته نهنگ‌های دندان‌کلفت در مناطقی همچون کارائیب و اندونزی شکار می‌شدند. امروزه در ژاپن هر ساله تعداد کمی از آن‌ها کشته می‌شوند.
بسیاری از آکواریوم‌های سراسر جهان، از جمله سی ورلد در ایالات متحده، به نمایش این جانور می‌پردازند.

## یادداشت
1. ↑  Odontoceti
2. ↑  Delphinidae
3. ↑  Pseudorca
4. ↑  Delphinidae
5. ↑  Orca
6. ↑  False killer whale